# 堀新 (実業家)
堀 新（ほり しん、1883年7月8日 - 1969年6月26日）は、昭和期の日本の実業家。関西電力元会長。

## 来歴・人物
兵庫県佐用郡出身。1903年に大阪商船へ入社。遠洋課長時代、大型ディーゼル高速貨物船輸送に功績を上げた。1932年に専務、1936年に日清汽船社長、1939年に宇治川電気副社長、1940年に同社社長、1945年に関西配電副社長にそれぞれ就任するも、1946年に公職追放令を前に退任し、解除後に相談役に復帰。1951年に電気事業再編成により関西電力会長に就任し、1959年まで務めた。1960年より相談役。また、電気事業連合会会長、山陽電気鉄道、南海電気鉄道、毎日放送の各取締役も務めた。